# Индивидуальный предприниматель (Россия)
Индивидуа́льный предпринима́тель (сокращённо — ИП) в России — физическое лицо, зарегистрированное в установленном законом порядке и осуществляющее предпринимательскую деятельность без образования юридического лица: субъект предпринимательской деятельности.

## Основные сведения
В 1990-е годы в законодательных актах Российской Федерации использовались эквивалентные понятия — индивидуальный частный предприниматель (ИЧП), частный предприниматель (ЧП), предприниматель без образования юридического лица (ПБОЮЛ), которые с 2000-х годов последовательно заменены на термин индивидуальный предприниматель.
Важной особенностью осуществления предпринимательской деятельности в качестве индивидуального предпринимателя является тот факт, что физическое лицо отвечает по своим обязательствам всем принадлежащим ему имуществом (то есть нет принципа ограничения ответственности), за исключением имущества, на которое по закону не может быть обращено взыскание. В отличие, например, от участника общества с ограниченной ответственностью, где участник отвечает по обязательствам учреждённого им общества в основных случаях только в пределах своей доли в уставном капитале этого общества и ни в коем случае не своим личным имуществом. Этот существенный факт относится к основному недостатку этой формы ведения предпринимательской деятельности.

## Регистрация
Государственная регистрация и дальнейшая деятельность индивидуальных предпринимателей регламентируется Федеральным Законом РФ «О государственной регистрации юридических лиц и индивидуальных предпринимателей» N 129-ФЗ, Гражданским кодексом РФ, другими федеральными законами РФ, а также отдельными постановлениями Правительства РФ.
Физическое лицо вправе заниматься предпринимательской деятельностью без образования юридического лица с момента государственной регистрации в качестве индивидуального предпринимателя, регистрация может быть осуществлена по месту его жительства, или, в случае отсутствия, по месту пребывания.
Физическое лицо, осуществляющее предпринимательскую деятельность без образования юридического лица с нарушением требований о государственной регистрации в качестве индивидуального предпринимателя, не вправе ссылаться в отношении заключённых им при этом сделок на то, что он не является предпринимателем. Суд может применить к таким сделкам правила об их недействительности (п. 2 ст. 11 Налогового Кодекса Российской Федерации).
С 2011 года упрощено требование к оформлению документов: при личной подаче в регистрирующий (налоговый) орган, документы не заверяются у нотариуса, при прекращении деятельности индивидуальному предпринимателю не нужно предоставлять справку из Пенсионного Фонда Российской Федерации (на данный момент реализовано не во всех субъектах). После принятия отчёта, орган ПФР сам предоставляет справку в регистрирующий (налоговый) орган в электронной форме; при этом в некоторых субъектах даже не требуется предоставление отчёта до закрытия ИП.

## Изменение сведений
Если у индивидуального предпринимателя произошло изменение любых сведений, содержащихся в Государственном реестре ИП, он обязан сообщить об этом в регистрирующий орган (ФНС).
Для внесения таких изменений необходимо предоставить:
1. Заявление о внесении изменений в Единый государственный реестр индивидуальных предпринимателей (ЕГРИП) по форме Р24001, заполненную в соответствии с требованиями утверждёнными приказом ФНС России от 25 января 2012 г. N ММВ-7-6/25@. Если заявитель подает её в налоговый орган лично, у нотариуса заверять не нужно.
2. Копию документа, подтверждающего изменения (например, копию паспорта при его замене).

Всё это можно послать по почте ценным письмом с описью вложения, но тогда копия должна быть заверена нотариально. При личной явке в Налоговую инспекцию, сотрудник ФНС сам заверяет копию документа, сверяя с оригиналом. Нотариус не нужен.
Изменения в ЕГРИП должны быть внесены в течение пяти дней.
В соответствии с пунктом 5 статьи 5 Закона о регистрации, индивидуальный предприниматель в течение трёх дней с момента изменения сведений, содержащихся в ЕГРИП, обязан сообщить об этом в регистрирующий орган по своему месту жительства. Индивидуальный предприниматель должен сообщать об изменении следующих сведений, содержащихся в ЕГРИП:
1. фамилии, имени и отчества;
2. пола;
3. даты и места рождения;
4. гражданства;
5. адреса места жительства в Российской Федерации, по которому индивидуальный предприниматель зарегистрирован (по месту жительства в установленном законодательством Российской Федерации порядке);
6. данных основного документа, удостоверяющего личность гражданина Российской Федерации на территории Российской Федерации (далее — основной документ) — в случае, если индивидуальный предприниматель является гражданином Российской Федерации (с 1 июля 2011 года изменение сведений, связанных с заменой паспорта гражданина России — обязанность ФМС);
7. вида и данных документа, установленного федеральным законом или признаваемого в соответствии с международным договором Российской Федерации в качестве документа, удостоверяющего личность иностранного гражданина (в случае, если индивидуальный предприниматель является иностранным гражданином);
8. вида и данных документа, предусмотренного федеральным законом или признаваемого в соответствии с международным договором Российской Федерации в качестве документа, удостоверяющего личность лица без гражданства (в случае, если индивидуальный предприниматель является лицом без гражданства);
9. вида, данных и срока действия документа, подтверждающего право индивидуального предпринимателя временно или постоянно проживать в Российской Федерации (в случае, если индивидуальный предприниматель является иностранным гражданином или лицом без гражданства).

## Основные преимущества
Ведение предпринимательской деятельности в форме ИП имеет следующие преимущества по сравнению с ведением предпринимательской деятельности в форме юридического лица:
- простой порядок регистрации, ведения и прекращения деятельности;
- свободное распоряжение имуществом и доходами от ведения предпринимательской деятельности;
- не платится налог на имущество, используемое в предпринимательской деятельности, но лишается льгот при реализации имущества, предусмотренные для обычных физических лиц;
- упрощенный порядок ведения учета результатов хозяйственной деятельности и предоставления внешней отчетности;
- не требуется регистрация обособленных подразделений (уведомление местного налогового органа требуется только при применении патента или торгового сбора);
- можно использовать в предпринимательской деятельности личные счета и банковские карты (в случаях, когда это не противоречит условиям договора с банком).

## Основные недостатки
- отвечает по обязательствам своим имуществом (то есть без ограничения ответственности), при этом Налоговый кодекс разрешает списывать задолженность ИП с его личных банковских вкладов и счетов[2];
- не подходит для совместного ведения бизнеса несколькими лицами;
- не может получать некоторые лицензии (например, на розничную торговлю алкоголем, некоторыми лекарствами или сильнодействующими ядами);
- подразумевает постоянное личное участие, так как нельзя назначить «директора»;
- на общем режиме налогообложения необходимо вести двойной учёт из-за того, что НДС считается «по отгрузке», а налог на доходы у предпринимателей — «по оплате». Если первой происходит оплата, то можно сблизить за счёт выписывания счетов-фактур на аванс, но в данном случае усложняется документооборот;
- после вступления в силу «Соглашения между Европейским Сообществом и Россией об облегчении выдачи виз» в 2007 г. любая российская фирма может на своем бланке выписать так называемое «Обращение на въезд в Российскую Федерацию», которое заменяет «Приглашение» для граждан Евросоюза, оформлять которое достаточно сложно и долго. Это «Обращение» является достаточным документом для получения российской визы на 2—5 лет (после однократной и годовой). Российский индивидуальный предприниматель выписать такое «Обращение» не может;
- после вступления в силу Приказа ФСБ № 458 от 10.09.2007 «Об утверждений правил пограничного режима» любая фирма («предприятие и их объединение, организация, учреждение и общественное объединение») вправе выписать своим сотрудникам командировки («командировочные удостоверения (предписания)»), которые вместе со внутренним паспортом этого работника являются достаточными документами для пропуска в любую точку погранзоны России. Оформлять пропуск в ФСБ в этом случае не нужно. Российский индивидуальный предприниматель такой возможностью по отношению к своим работникам не обладает;
- недостаточная правовая защищённость при временной нетрудоспособности. Пособие по временной нетрудоспособности платится только в размере федерального МРОТ и только в случае, если предприниматель заплатил в предыдущем году сумму, равную 2,9 % × МРОТ на 1 января × 12. При этом от уплаты взносов в пенсионный фонд предприниматель не освобождается даже в случае серьёзной нетрудоспособности, при которой физически не может подать заявление о прекращении деятельности;
- при смерти индивидуальный предприниматель автоматически прекращает деятельность (без специальной регистрации в ЕГРИП), никак не урегулировано оформление даже кадровых документов, прежде всего трудовой книжки (формулировка «в связи с прекращением деятельности индивидуального предпринимателя», но кому заполнять неизвестно, если не назначен душеприказчик);
- в отличие от организации, вычесть торговый сбор при УСН доходы может только если есть постоянная регистрация в Москве. В ином случае предприниматель вынужден приобретать патент, теряя возможность вычета данного торгового сбора.

## Налоги и сборы ИП
ИП обязан ежегодно платить фиксированный платёж в социальные фонды вне зависимости от дохода. Сумму налога при упрощенной системе налогообложения с объектом налогообложения «доходы» (в том числе по патенту) или ЕНВД можно уменьшить на размер этого платежа, если ИП не является работодателем.
Систем налогообложения пять: три — как и у юридических лиц: УСНО («упрощёнка»), ЕНВД и ОСНО (основная), характерная для ИП учётом дохода по оплате, а НДС по методу начисления, ещё одна — характерная только для ИП: УСНО на основе патента. С 2019 года для индивидуальных предпринимателей стала доступна форма налогообложения «Налог на профессиональный доход».
Последняя форма введена Федеральным законом ФЗ-422 от 27 ноября 2018 года «О проведении эксперимента по установлению специального налогового режима „Налог на профессиональный доход“». Индивидуальный предприниматель может применять данный налоговый режим, если работает без наёмных сотрудников, не занимается перепродажей и выполняет другие ограничения, предусмотренные в рамках эксперимента.
Сельскохозяйственные производители (главы крестьянского (фермерского) хозяйства, являющиеся ИП), имеют право применять единый сельскохозяйственный налог.

## Несостоятельность индивидуального предпринимателя
Частный предприниматель, который не в состоянии удовлетворить требования кредиторов, может быть признан несостоятельным (банкротом). Дела о признании индивидуального предпринимателя несостоятельным (банкротом) подведомственны арбитражному суду. С момента вступления в силу такого решения утрачивает силу его регистрация в качестве индивидуального предпринимателя.
Признаки банкротства гражданина и юридического лица по своему составу не совпадают. Гражданин считается не способным удовлетворить требования кредиторов по денежным обязательствам и (или) исполнить обязанность по уплате обязательных платежей, если соответствующие обязательства и (или) обязанность не исполнены им в течение трех месяцев с даты, когда они должны были быть исполнены, и если сумма его обязательств превышает стоимость принадлежащего ему имущества. Для юридических лиц отсутствует требование, чтобы сумма обязательств превышала стоимость принадлежащего организации имущества.
Следующая особенность связана с порядком подачи заявления о признании индивидуального предпринимателя банкротом. Заявление о признании индивидуального предпринимателя банкротом может быть подано самим индивидуальным предпринимателем, кредитором (если требование связано с обязательствами при осуществлении предпринимательской деятельности), уполномоченными органами.
На основании заявления гражданина арбитражный суд может отложить рассмотрение дела о банкротстве не более чем на месяц для осуществления гражданином расчетов с кредиторами или достижения мирового соглашения.